# Fiodar Ruskiewicz
Fiodar Niestarawicz Ruskiewicz (biał. Фёдар Несцеравіч Рускевіч, ros. Фёдор Нестерович Рускевич, Fiodor Niestierowicz Ruskiewicz) – białoruski kołchoźnik i polityk, deputowany do Rady Najwyższej Republiki Białorusi XIII kadencji.

## Życiorys
W 1995 roku mieszkał w osiedlu typu miejskiego Łohojsk w obwodzie mińskim. Pracował jako przewodniczący kołchozu „8 Sakawika” (pol. 8 Marca) w rejonie łohojskim, był członkiem Partii Komunistów Białoruskiej. W drugiej turze wyborów parlamentarnych 28 maja 1995 roku został wybrany na deputowanego do Rady Najwyższej Republiki Białorusi XIII kadencji z Łohojskiego Okręgu Wyborczego Nr 191. 9 stycznia 1996 roku został zaprzysiężony na deputowanego. Od 23 stycznia pełnił w Radzie Najwyższej funkcję członka Stałej Komisji ds. Rolnych i Rozwoju Socjalnego Wsi. 27 listopada 1996 roku, po dokonanej przez prezydenta Alaksandra Łukaszenkę kontrowersyjnej i częściowo nieuznanej międzynarodowo zmianie konstytucji, nie wszedł w skład utworzonej przez niego Izby Reprezentantów Zgromadzenia Narodowego Republiki Białorusi I kadencji. Zgodnie z Konstytucją Białorusi z 1994 roku jego mandat deputowanego do Rady Najwyższej zakończył się 9 stycznia 2000 roku; kolejne wybory do tego organu jednak nigdy się nie odbyły.